# Предметно-ориентированное проектирование
Предметно-ориентированное проектирование (реже проблемно-ориентированное, англ. domain-driven design, DDD) — набор принципов и схем, направленных на создание оптимальных систем объектов. Сводится к созданию программных абстракций, которые называются моделями предметных областей. В эти модели входит бизнес-логика, устанавливающая связь между реальными условиями области применения продукта и кодом.
Предметно-ориентированное проектирование не является какой-либо конкретной технологией или методологией. DDD — это набор правил, которые позволяют принимать правильные проектные решения. Данный подход позволяет значительно ускорить процесс проектирования программного обеспечения в незнакомой предметной области.
Подход DDD особо полезен в ситуациях, когда разработчик не является специалистом в области разрабатываемого продукта. К примеру: программист не может знать все области, в которых требуется создать ПО, но с помощью правильного представления структуры, посредством предметно-ориентированного подхода, может без труда спроектировать приложение, основываясь на ключевых моментах и знаниях рабочей области.
Данный термин был впервые введен Э. Эвансом в его книге с таким же названием «Domain-Driven Design».

## Основные определения
- Область (англ. domain) — предметная область, для которой разрабатывается программное обеспечение.
- Модель (англ. model) — описывает отдельные аспекты области и может быть использована для решения проблемы.
- Язык описания — используется для единого стиля описания домена и модели.

## Концепция
В идеале, при проектировании хочется иметь одну-единственную модель, которая полностью описывает всю предметную область, но в реальности, для упрощения процесса разработки продукта, домен представляют в виде сочетания нескольких взаимосвязанных моделей.
Схема архитектуры приложения представляет собой описание одной или нескольких моделей предметной области и их взаимосвязей между собой.

### Ограниченные связи
Использование нескольких моделей на различных уровнях проекта. Данный подход используется для уменьшения различных связей между моделями, что исключает сложность и запутанность кода. Иногда бывает неясно, в каком именно контексте должна использоваться модель.
Решение: Точно определить контекст, в котором используется модель. Определить границы использования данной модели и её характеристики.

### Целостность
Когда над проектом работает большое количество людей, то есть тенденция дробить модель на несколько более мелких фрагментов. Чем больше людей, тем более значительна данная проблема. В конечном итоге теряется целостность проекта.
Решение: Постоянное объединение кусков кода от различных разработчиков и проверка работоспособности посредством тестирования. Это позволяет держаться всем разработчикам в одной большой концепции.

### Взаимосвязь
При работе над несколькими отдельными моделями в большой группе, различные члены команды могут не знать о сущностях других моделей, что усложняет процесс общей сборки конечного продукта.
Решение: На этапе проектирования точно обозначьте, что именно выполняет каждая модель и как она взаимосвязана с другими моделями. В конечном итоге у вас должна получиться карта взаимосвязей моделей.

## Элементы DDD
При проектировании на основе предметно-ориентированного подхода используются следующие понятия:

### Ограниченный контекст
В большинстве систем для предприятий используются крупномасштабные зоны ответственности. В DDD этот высший уровень организации называется ограниченным контекстом. Например, система биллинга крупной телекоммуникационной компании может иметь следующие ключевые элементы:
- клиентская база
- система безопасности и защиты
- резервное копирование
- взаимодействие с платежными системами
- ведение отчётности
- администрирование
- система уведомлений

Все перечисленные элементы должны быть включены в единую, работающую без перебоев систему. При проектировании система уведомлений и система безопасности выделяются как совершенно разные вещи. Системы, в которых при реализации не удаётся разделить и изолировать ограниченные контексты, часто приобретают архитектурный стиль, который имеет красноречивое название «Большой ком грязи» в 1999 г. Брайан Фут (Brian Foot) и Йозеф Йодер (Joseph Yoder).
Сутью предметно-ориентированного проектирования является конкретное определение контекстов и ограничение моделирования в их рамках.

### Сущность
Проще всего сущности выражать в виде существительных: люди, места, товары и т. д. У сущностей есть и индивидуальность, и жизненный цикл. Во время проектирования думать о сущностях следует как о единицах поведения, нежели как о единицах данных. Чаще всего какие-то операции, которые вы пытаетесь добавить в модель, должна получить какая-то сущность, или при этом начинает создаваться или извлекаться новая сущность. В более слабо связанном коде можно найти массу служебных или управляющих классов, проверяющих сущности снаружи.

### Объект-значение
Объект-значение — это свойства, важные в той предметной области, которую вы моделируете. У них, в отличие от сущностей, нет обозначения; они просто описывают конкретные сущности, которые уже имеют обозначения. Полезность объектов-значений состоит в том, что они описывают свойства сущностей гораздо более изящным и объявляющим намерения способом. Стоит всегда помнить, что значение объекта никогда не изменяется на протяжении выполнения всего программного кода. После их создания, внесение поправок невозможно.

### Агрегат
Агрегат — специальная сущность, к которой напрямую обращаются потребители. Использование агрегатов позволяет избегать чрезмерного соединения объектов, составляющих модель, между собой. Это позволяет избежать путаницы и упростить структуру, потому что не позволяет создавать тесно связанные системы.

### Службы предметных областей
Иногда в предметной области есть операции или процессы, у которых нет обозначения или жизненного цикла. Службы области дают инструмент для моделирования этих концепций. Они характеризуются отсутствием состояния и высокой связностью, часто предоставляя один открытый метод и иногда перегрузку для действий над наборами. Если в поведение включено несколько зависимостей, и нет возможности найти подходящего места в сущности для размещения этого поведения, в этом случае используют службу. Хотя сам по себе термин «служба» в мире разработки перегружен различными значениями, но в данной тематике, это обозначает небольшой класс, не представляющий конкретного человека, место или вещь в проектируемом приложении, но включающий в себя какие-то процессы. Использование служб позволяет ввести многослойную архитектуру, так же интегрировать несколько моделей, что вносит зависимость от инфраструктуры.

## Взаимосвязь с подходами программирования
Хотя по концепции предметно-ориентированное проектирование не должно быть ограничено какими-либо представлениями, но на практике используются сильные стороны объектно-ориентированного программирования. Это использование наследования, инкапсуляции, представления в виде методов и классов. Нужно помнить, что предметно-ориентированный подход может быть применен не только к ООП языкам, таким как Java, C# или C++, но так же и к функциональным — F#, Erlang. Особенно удобны языки, поддерживающие создание и использование собственных предметно-ориентированных языков, такие как Scala (см. также ЯОП).